# Valentín Pimentel
Valentín Enrique Pimentel Armuelles (ur. 30 maja 1991 w Panamie) – panamski piłkarz występujący na pozycji cofniętego napastnika w klubie Herrera FC oraz w reprezentacji Panamy. Wychowanek Chepo, w swojej karierze grał także w takich zespołach jak Vista Alegre, SUNTRACS, Plaza Amador. Znalazł się w kadrze m.in. na Copa América 2016 i Mundial 2018.